# الإرهاب في إندونيسيا

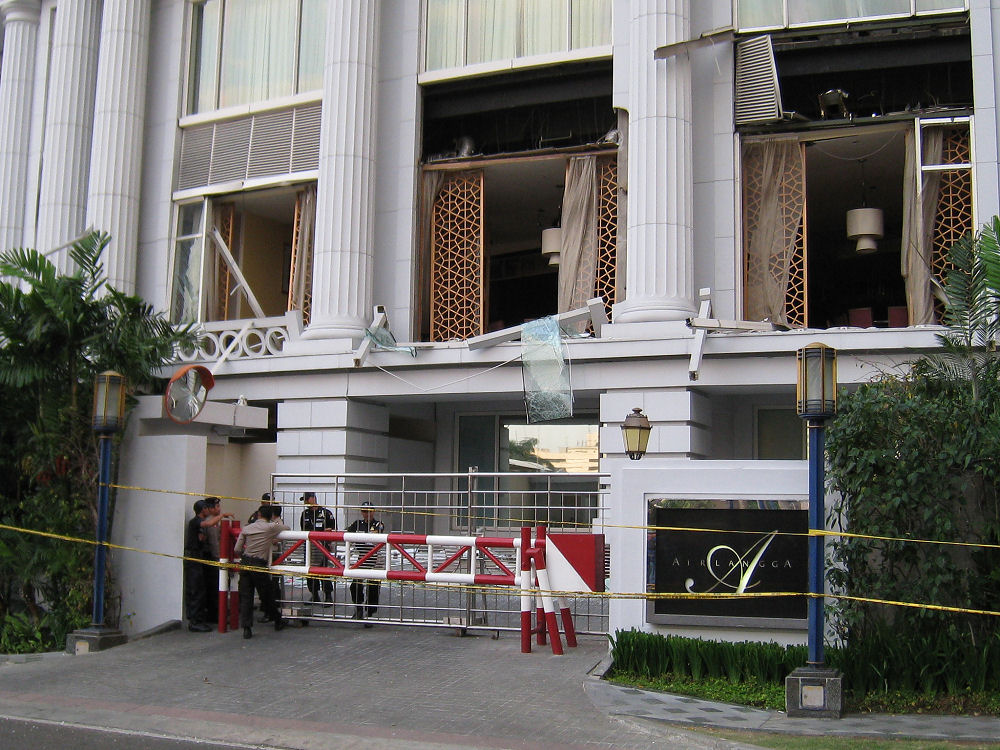
أضرار انفجار قنبلة في فندق ريتز كارلتون، جاكرتا

الإرهاب في إندونيسيا هو أعمال الإرهاب التي تحدث داخل إندونيسيا أو الهجمات على الشعب الإندونيسي أو مصالحهم في الخارج. وغالبًا ما تستهدف هذه الأعمال الإرهابية حكومة إندونيسيا أو الأجانب في إندونيسيا، وعلى الأخص الزوار الغربيين، وخاصة أولئك القادمين من الولايات المتحدة وأستراليا.
في يونيو عام 2015 شُطبت إندونيسيا من القائمة السوداء لمجموعة العمل المالي الخاص «للبلدان أو الأقاليم غير المتعاونة» نظرًا إلى أن إندونيسيا لم تعد غير متعاونة في الحرب العالمية ضد غسل الأموال وتمويل الإرهاب. وهذا يعطي إندونيسيا نفس المكانة التي تتمتع بها الاقتصادات الرئيسية الأخرى في مجموعة العشرين.

## المشتبه بهم
اعتُبرت الميليشيات المعارضة سياسيًا لمصالح الحكومة الإندونيسية مسؤولة عن الهجمات الإرهابية في إندونيسيا. وغالبًا ما كانت حركات التمرد الانفصالية والعنيفة العاملة في إندونيسيا، مثل دار الإسلام، والحزب الشيوعي الإندونيسي، وفريتلين (ميليشيا استقلال تيمور الشرقية أثناء الاحتلال الإندونيسي لتيمور الشرقية)، وحركة آتشيه الحرة، ومنظمة بابوا الحرة مسؤولة في كثير من الأحيان عن الهجمات الإرهابية مثل التفجيرات وإطلاق النار. ويمكن أن تعزى الهجمات الإرهابية الأخيرة في إندونيسيا جزئيًا إلى الجماعة الإسلامية الإرهابية التابعة لتنظيم القاعدة و / أو تنظيم الدولة الإسلامية.
عملت إندونيسيا مع دول أخرى على اعتقال ومحاكمة مرتكبي التفجيرات الكبرى المرتبطة بالإسلاموية المتشددة. منذ عام 2003 جرى استهداف عدد من «الأهداف الغربية». وكان من بين الضحايا الأجانب - ومعظمهم من السياح الغربيين - بالإضافة إلى المدنيين الإندونيسيين. وتصاعد الإرهاب في إندونيسيا عام 2000 مع تفجير القنصلية الفلبينية في جاكرتا وتفجير بورصة جاكرتا، تلى ذلك أربع هجمات كبيرة أخرى. وفي الأكثر منها دموية قتل 202 (بما في ذلك 164 سائحًا دوليًا) في منتجع بالي كوتا في عام 2002. وأدت الهجمات وما تلاها من تحذيرات السفر الصادرة عن دول أخرى إلى إلحاق أضرار جسيمة بصناعة السياحة في إندونيسيا وآفاق الاستثمار الأجنبي. وبعد القبض على معظم أعضائها وقادتها الرئيسيين وقتلهم، وعلى الأخص الإمام سامودرة، وعمرازي، وأبو دجانة، وأزهري حسين، ونور الدين محمد توب، أصبحت الخلايا الإرهابية في إندونيسيا أقل خطورة.
منذ عام 2011 بدا أن الهجمات الإرهابية تتحول من استهداف المصالح الغربية الأجنبية والسكان إلى مهاجمة ضباط الشرطة الإندونيسية. ونجحت الشرطة الإندونيسية في قمع الخلايا الإرهابية، وانتقامًا لخلية إرهابية جديدة تعرف باسم «خلية سيربون» بدأ استهداف ضباط الشرطة. وفي 15 أبريل عام 2011 فجر انتحاري عبوة ناسفة في مسجد في مجمع للشرطة في مدينة سيربون في جاوة الغربية خلال صلاة الجمعة. وقُتل المهاجم وأصيب 28 شخصًا على الأقل. كما اشتبه في تورط نفس الخلية في هجومين آخرين في سولو، والتفجير الانتحاري للكنيسة في 25 سبتمبر عام 2011، وإطلاق النار على الشرطة في 17 أغسطس من عام 2012. ومع ذلك لم تكن هذه الهجمات معدة بشكل جيد وعلى نطاق واسع مثل الهجمات السابقة التي نظمتها الجماعة الإسلامية.
على الرغم من أن عدد الهجمات الإرهابية يبدو أنه قد انخفض من حيث العدد والنطاق، إلا أن بعض النقاط الساخنة للإرهابيين مثل بوسو وسولاوسي الوسطى لا تزال قائمة. وكانت منطقة بوسو في السابق مشوبة بالعنف الديني بين المسلمين والمسيحيين في المنطقة. وفي 16 أكتوبر عام 2012 عثرت الشرطة على جثتين لشرطيين مقتولين كانا مفقودين لمدة ثلاثة أيام في قرية تامانجيكا، بوسو ريجنسي في سولاوسي الوسطى. وفقدت الضحيتان خلال مهمة تحقيق إلى موقع تدريب إرهابي مشتبه به في غابة بمنطقة بوسو.
كما وقعت هجمات مماثلة استهدفت السلطات الإندونيسية، ولا سيما ضباط الشرطة في بابوا، لكنها ليست مرتبطة بالخلايا الإرهابية الإسلامية، بل بحركة بابوا ميرديكا الانفصالية (حركة بابوا الحرة) في بابوا. وفي 8 أبريل عام 2012 أطلق مسلحون مجهولون النار على طائرة لشركة تريجانا أثناء اقتراب هبوطها في مهبط طائرات موليا في بونكاك جايا، بابوا. وقتل الصحفي كوغويا (35 سنة) من بابوا بوس في إطلاق النار ذاك. وفي 27 نوفمبر عام 2012 قُتل ثلاثة من رجال الشرطة المتمركزين في مركز شرطة بيريم البعيد في جاياويجايا في بابوا خلال هجوم شنته مجموعة من الرجال المجهولين. واشتبهت الشرطة في أن حركة بابوا الانفصالية كانت وراء الهجوم.

## الاستجابات السياسية والمجتمعية
كانت التفجيرات اللاحقة في وسط جاكرتا والتي كان جميع الضحايا فيها من الإندونيسيين العاديين باستثناء شخص واحد، صادمة للعامة وأثارت ردود فعل سريعة من قوات الأمن الإندونيسية. حتى أكثر السياسيين ترددًا كان عليهم الاعتراف بأن الأدلة تشير إلى مجموعة صغيرة من المحرضين الإسلاميين. وساعدت تفجيرات جاكرتا والمحاكمات القانونية على تحويل الرأي العام بعيدًا عن استخدام العنف السياسي الإسلامي المتطرف، ولكنها زادت أيضًا من تأثير أجهزة المخابرات والشرطة والجيش الذين تضاءلت قوتهم منذ عام 1998.
خيمت العوامل السياسية على ردود الفعل الإندونيسية على «الحرب على الإرهاب». وكان السياسيون يبذلون جهدهم حتى لا يُنظر إليهم على أنهم يخضعون للرأي الأمريكي والأسترالي. حتى مصطلح «الجماعة الإسلامية» مثير للجدل في إندونيسيا لأنه يعني «المجتمع / الجماعة الإسلامية»، وكان أيضًا موضوع التلاعب السابق «بالنظام الجديد».

## التأثيرات
الهجمات وتحذيرات السفر اللاحقة الصادرة عن دول أخرى بما في ذلك الولايات المتحدة وأستراليا، ألحقت أضرارًا بالغة بصناعة السياحة في إندونيسيا وآفاق الاستثمار الأجنبي. تضرر اقتصاد بالي بشكل خاص، وكذلك الأعمال التجارية القائمة على السياحة في أجزاء أخرى من إندونيسيا. وفي مايو عام 2008 قررت حكومة الولايات المتحدة رفع تحذيرها. وفي عام 2006 زار 227000 أسترالي إندونيسيا وفي عام 2007 ارتفع هذا العدد إلى 314000.

## مكافحة الإرهاب
الفرقة 88 هي فرقة مكافحة الإرهاب الإندونيسية، وهي جزء من الشرطة الوطنية الإندونيسية. جرى تشكيل الوحدة بعد تفجيرات بالي عام 2002، وقد حققت الوحدة نجاحًا كبيرًا ضد الخلايا الإرهابية الجهادية المرتبطة بحركة الجماعة الإسلامية ومقرها جاوة الوسطى.
في غضون ثلاثة أشهر بعد تفجير بالي عام 2002، جرى القبض على العديد من المسلحين، بما في ذلك العقل المدبر للهجوم الإمام سامودرة، والمفجر سيئ السمعة عمرازي، والعديد من الآخرين. ثم أعدم سامودرة وعمرازي وشقيق عمرازي علي غفرون رميًا بالرصاص في 9 نوفمبر من عام 2008.
في 10 نوفمبر عام 2005 قُتل خبير القنابل والعضو البارز في الجماعة الإسلامية الدكتور أزهري حسين مع اثنين من المسلحين الآخرين، في غارة على منزل في مالانج في جاوة الشرقية. 
كشفت قوات الشرطة عن هيكل القيادة الجديد للجماعة الإسلامية في مارس عام 2007 واكتشفت مستودعًا للأسلحة في جاوة في مايو عام 2007. وقد جرى القبض على أبو دجانة، المشتبه في أنه قائد الجناح العسكري للجماعة الإسلامية وأميرها المحتمل، في 9 يونيو عام 2007.
بحلول مايو عام 2008 ألقت الشرطة الإندونيسية القبض على 418 مشتبهًا، وحوكم 250 منهم وأدينوا. ووفقًا لمصادر داخل الفرقة 88، فقد «تقلص» تنظيم الجماعة الإسلامية، وجرى اعتقال أو قتل العديد من كبار عناصره.